# Chandelier d'Azelin
Le chandelier d'Azelin (en allemand : Azelinleuchter) ou chandelier de Thietmar est un lustre à roue roman, réalisé au XIe siècle pour la cathédrale Sainte-Marie à Hildesheim, en Allemagne, église qui depuis 1985 est un site du  patrimoine culturel mondial de l'UNESCO. C'est le plus ancien des quatre lustres à roue encore subsistants de cette période, avec le chandelier de Hezilo, également à Hildesheim, le chandelier de Barberousse de la cathédrale d'Aix-la-Chapelle et le lustre de Hartwig de l'abbaye de Comburg. Le lustre porte le nom de l'évêque Azelin (évêque de 1044 à 1054), mais c'est son prédécesseur Thietmar (évêque de 1038 à 1044) qui en est plus probablement le commanditaire. C'est pourquoi le lustre est aussi appelé lustre de Thietmar (Thietmarleuchter).

## Description
Le lustre d'Azelin à un diamètre de 3,3 m. 

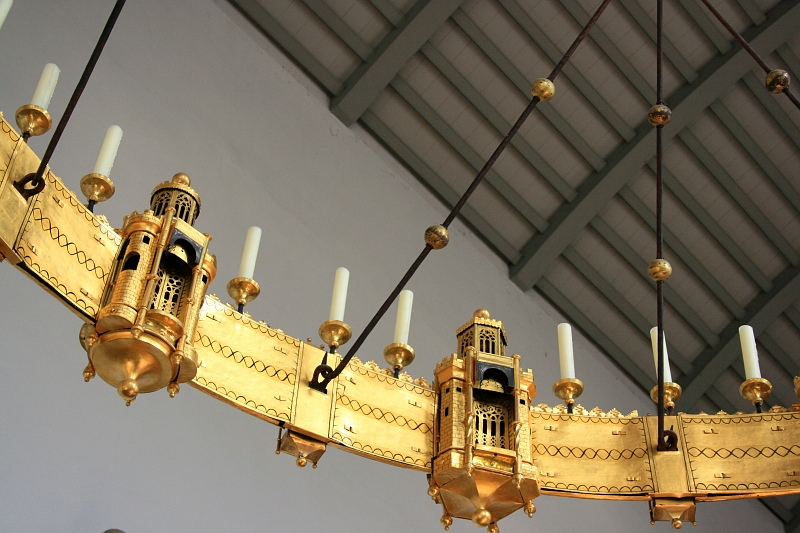
Lustre d'Azelin, vue de l'intérieur.

Comme le lustre de Hezilo, qui plus récent et plus grand (6 m de diamètre), le lustre d'Azelin est un cerceau circulaire en cuivre doré et en fer blanc, décoré de douze tours et de douze guérites. Cependant, son décor est beaucoup plus clairsemé, se limitant à une barre tressée au milieu de l'arceau et une couronne de feuillage ajourée sur le bord supérieur de l'arceau. Les douze guérites, auxquelles sont attachées les cordes qui maintiennent le lustre, sont  de forme rectangulaire avec des arcs en plein cintre et une toiture. Il est possible qu'elles aient autrefois contenu des personnages, qui devaient être très petits et plats. Les douze tours sont plus élaborées, avec un plan hexagonal. À l'extérieur se trouvent trois niches fermées par des portes ajourées, à l'intérieur une niche flanquée de deux tours (alternativement rondes ou carrées) ornées de créneaux et d'imitations de briques. Les toitures des tours dépassent l'arceau du lustre et sont alternativement rondes ou hexagonales, avec des fenêtres ajourées à l'imitation des lanternons.
Le lustre Azelin a été modifié à plusieurs reprises au cours des siècles par des ajouts, des suppressions et des réparations. L'image globale de la Nouvelle Jérusalem, illuminée et flottant dans les airs, que présentent toutes les œuvres de ce type, a été conservée. Une restauration importante et méticuleuse du lustre a été réalisée entre 1982 et 1989, réparant les dommages de la Seconde Guerre mondiale. Avant ces modifications, sur les deux parties du cercle se trouvaient des inscriptions qui ont disparu, mais se retrouvent copiées dans des manuscrits. L'évêque Thietmar y est mentionné explicitement, même si l'authenticité de la copie a été discutée.

## Histoire

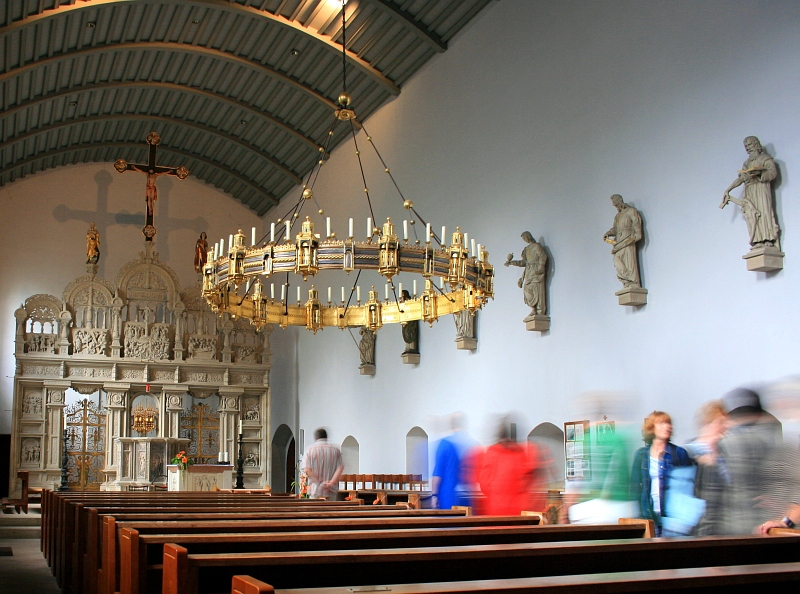
Le lustre dans l'église Saint-Antoine en 2008

Le lustre d'Azelin, du nom de l'évêque Azelin (1044-1054), précède le lustre de Hezilo, probablement commandé par le successeur d'Azelin, l'évêque Hezilo. Peut-être que les deux lustres à roue étaient à l'origine prévus pour composer un ensemble, tout comme ils ont ensuite été suspendus ensembles dans la cathédrale pendant des siècles : le lustre de Hezilo dans la nef, le lustre d'Azelin (qui ne fait que la moitié de sa taille) dans le chœur. Les lustres ont été créés l'un comme l'autre après l'incendie dévastateur de 1046, au cours duquel la cathédrale d'Altfrid et de nombreux bâtiments avoisinants du Domhof ont été détruits. Auparavant, un lustre à roue, d'or et d'argent, offert par Bernward de Hildesheim, était suspendu dans la nef. Ce lustre antérieur a été entièrement détruit dans l'incendie.  On pense que le lustre d'Azelin a été commandé par l'évêque Azelin après cet incendie, mais selon un document perdu du XVIe siècle, c'est son prédécesseur Thietmar de Hildesheim qui en était le commanditaire. Il n'est d'ailleurs pas clair comment le lustre aurait pu survivre à l'incendie de 1046.
À partir de 1960, lorsque la cathédrale et les bâtiments adjacents avaient été reconstruits, le lustre était accroché dans l'église Saint-Antoine, adjacente au cloître de la cathédrale. Après la fin d'autres restaurations de la cathédrale, rouverte le 15 août 2014, et la conversion de l'église Saint-Antoine en une partie du musée de la cathédrale, le lustre d'Azelin est retourné dans la cathédrale et replacé au-dessus de l'autel dans le croisement du transept, alors que le lustre d'Hezilo, qui y était suspendu auparavant, a été remis à son emplacement d'origine dans la nef.

## Articles liés
- Lustre de Hezilo
- Lustre de Hartwig